# Bromelioideae
Bromelioideae es una subfamilia de las bromélidas (Bromeliaceae). Esta familia es la más diversa, representada por el mayor número de géneros, 32, con aproximadamente 780 especies. Muchas de las especies de este grupo son epífitas, de las cuales algunas han evolucionado en, o adaptado, a condiciones terrestres. Esta subfamilia tiene los tipos más comunes de plantas cultivadas por los aficionados.

## Descripción
El follaje en muchas Bromeliaceae crece como roseta donde el agua se toma y almacena. Sus hojas son usualmente espinosas y dan en sus racimos: drupas. Las flores tienen un ovario inferior. 

## Géneros
Notaː algunos son meros sinónimos.
- Acanthostachys
- Aechmea
- Ananas
- Androlepis
- Araeococcus
- Billbergia
- Bromelia
- Canistropsis
- Canistrum
- Chevaliera
- Cryptanthus
- Deinacanthon
- Disteganthus
- Edmundoa
- Fascicularia
- Fernseea
- Greigia
- Hohenbergia
- Hohenbergiopsis
- Lymania
- Neoglaziovia
- Neoregelia
- Nidularium
- Ochagavia
- Orthophytum
- Portea
- Pseudaechmea
- Pseudananas
- Quesnelia
- Ronnbergia
- Streptocalyx
- Ursulaea
- Wittrockia

## Imágenes

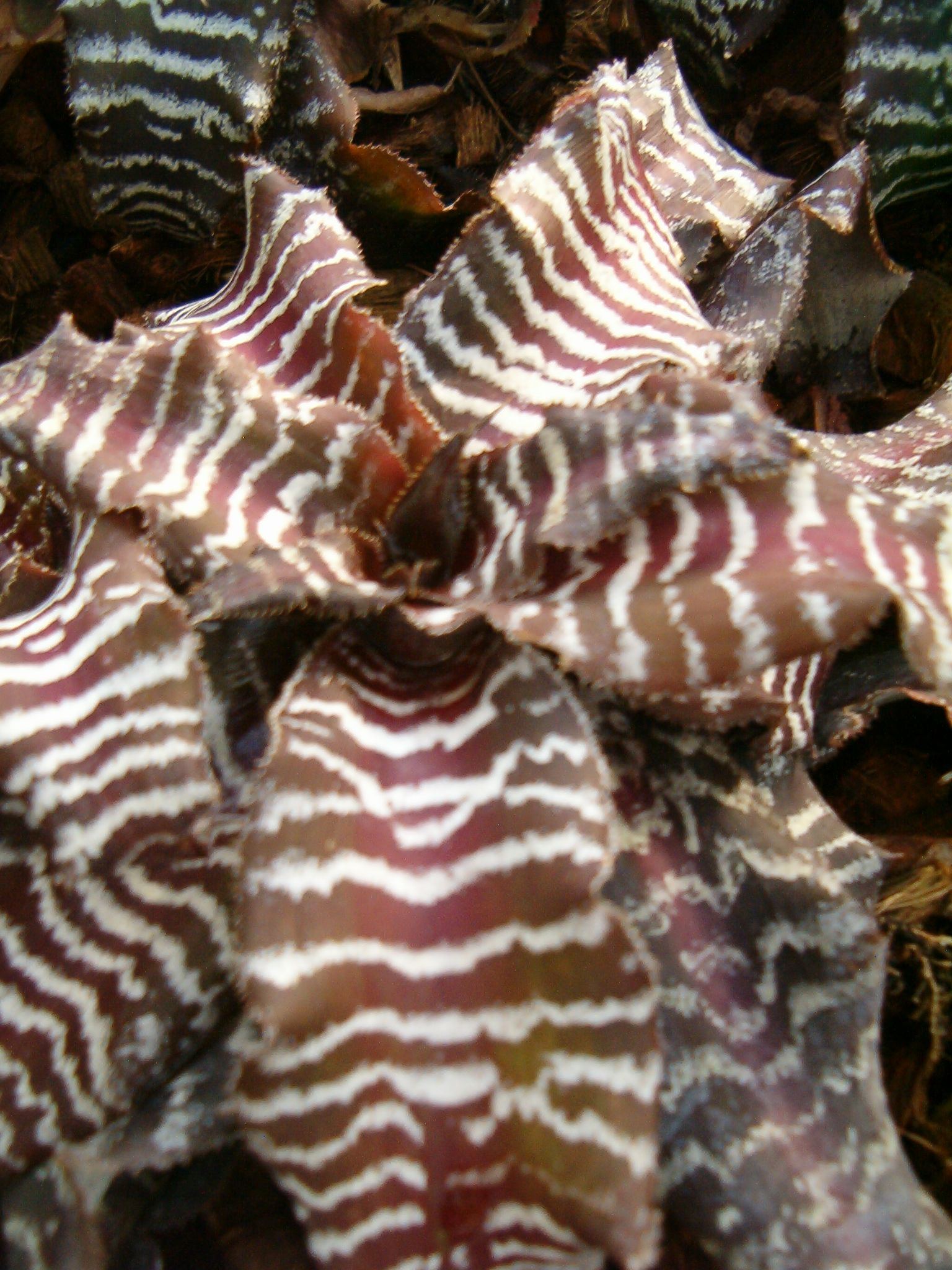
Cryptanthus zonatus
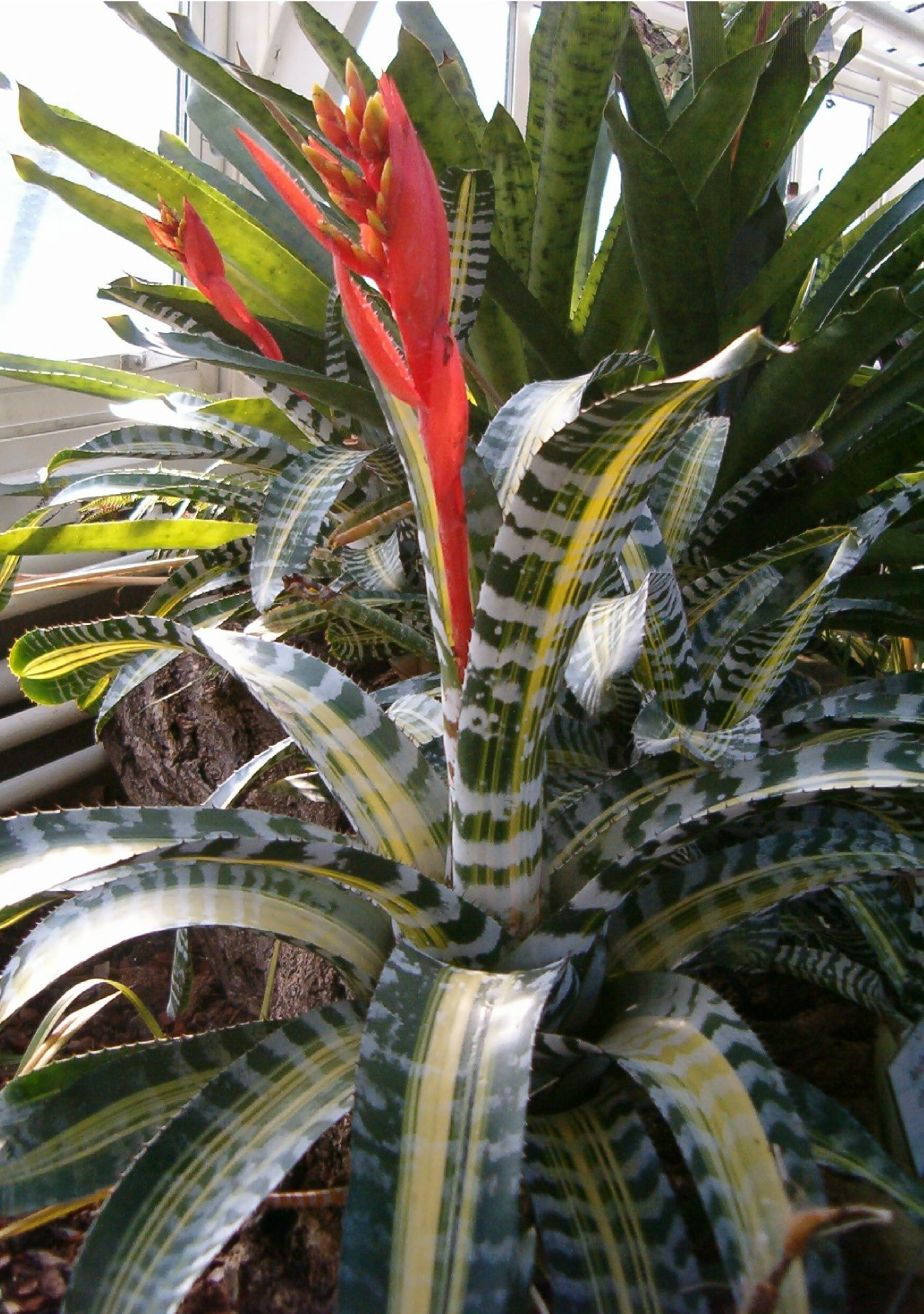
Aechmea chantinii